# Carloforte
Carloforte é uma comuna italiana da região da Sardenha, província da Sardenha do Sul, com  cerca de 6.132 habitantes. Ocupa a ilha San Pietro e estende-se por uma área de 50 km², tendo uma densidade populacional de 123 hab/km².
Pertence à rede das Aldeias mais bonitas de Itália.

## Demografia
| Variação demográfica do município entre 1861 e 2011                               |
|                                                                                   |
| Fonte: Istituto Nazionale di Statistica (ISTAT) - Elaboração gráfica da Wikipedia |